# Disco di Eulero

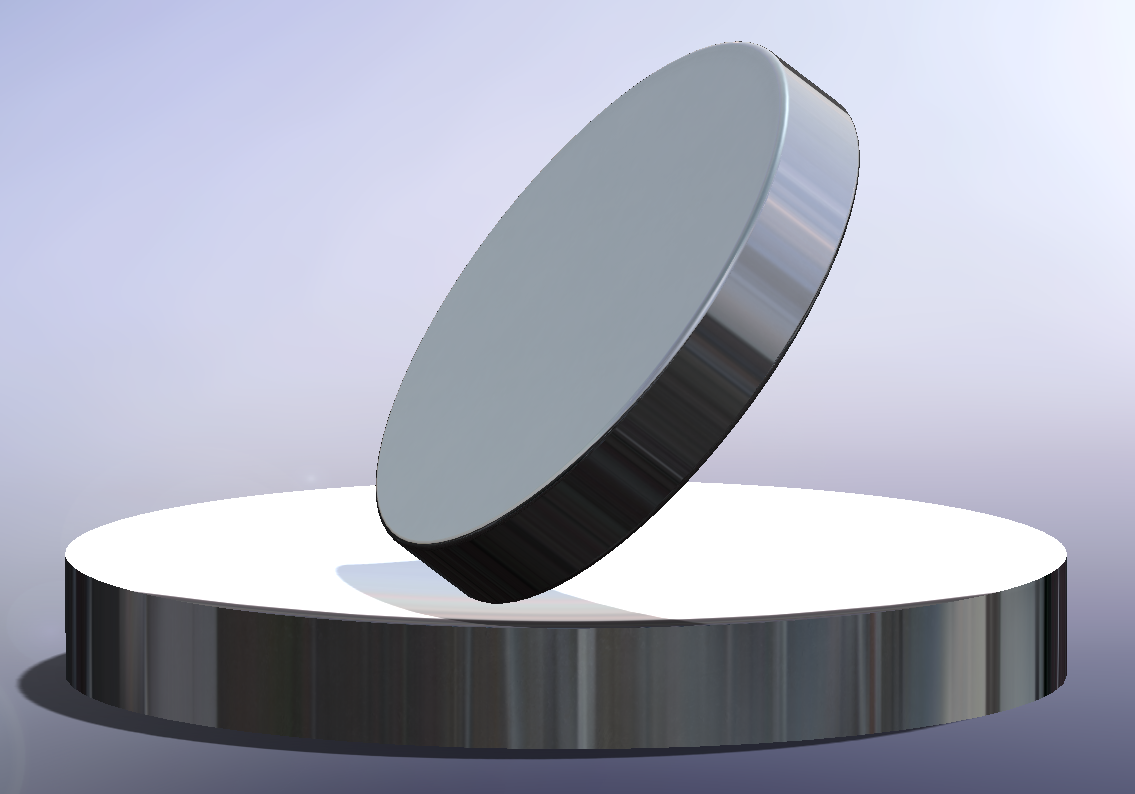
Rendering al computer di un disco di Eulero su una superficie leggermente concava

Il disco di Eulero (Euler's Disk), inventato tra il 1987 e il 1990 da Joseph Bendik, è un marchio registrato per un giocattolo educativo scientifico. Viene utilizzato per illustrare e studiare il sistema dinamico di un disco rotante su una superficie piana (come una moneta). Tale disco è stato anche oggetto di una serie di documenti scientifici.

## Componenti e uso
Questo disco è un giocattolo disponibile in commercio, ed è costituito da un disco di acciaio cromato pesante e da una spessa base rigida leggermente concava. Talvolta al disco vengono attaccati degli adesivi magnetici olografici a scopo decorativo. Il disco, quando gira su una superficie piana, presenta un movimento di rotazione e di rotolamento, che progredisce lentamente attraverso varie frequenze e tipi di movimento prima di arrivare alla condizione di riposo. In particolare la velocità di precessione dell'asse di simmetria del disco aumenta quando il disco girando perde energia. Lo specchio rigido viene utilizzato per fornire una superficie a basso attrito, con una leggera concavità per favorire la rotazione del disco. 
Una moneta ordinaria messa in rotazione attorno al proprio diametro su un tavolo, come con qualsiasi disco rotativo su una superficie relativamente piatta, presenta essenzialmente lo stesso tipo di movimento, ma l'effetto è normalmente più limitato nel tempo, prima della condizione di quiete. Il giocattolo offre una dimostrazione più efficace del fenomeno rispetto ad oggetti più comuni, avendo un rapporto di dimensioni ottimizzato e una superficie di appoggio liscia e leggermente concava per massimizzare il tempo di rotazione.

## Fisica

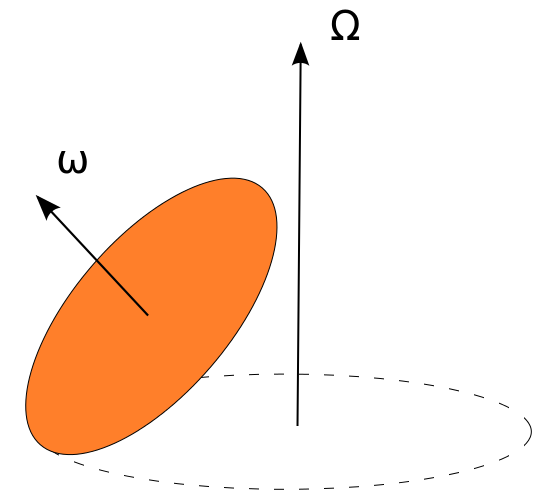
Disegno dei vettori assiali di rotazione e precessione

Il disco ruotando e girando lentamente si arresta poi in modo brusco. La fase finale del movimento è accompagnata da un suono a frequenza crescente. Mentre il disco ruota, il punto di contatto descrive una circonferenza che oscilla con velocità angolare costante ω. Se fosse assente l'attrito (ovvero senza presenza di effetti dissipativi), ω sarebbe costante e il movimento persisterebbe per un tempo infinito. Poiché è impossibile eliminare la componente di attrito, ω non può rimanere costante e il disco rallenta fino allo stato di quiete. Il tasso di precessione dell'asse di simmetria si avvicina a una singolarità finita nel tempo, modellata da una legge di potenza con esponente di circa -1/3 (a seconda delle condizioni specifiche su disco e basamento).
Nel sistema, sono presenti due effetti dissipativi evidenti: l'attrito volvente dato dallo scorrimento della moneta lungo la superficie e la resistenza fluidodinamica dovuta alla presenza dell'aria. Gli esperimenti mostrano che l'attrito volvente è principalmente responsabile della dissipazione e del comportamento. Esperimenti eseguiti in condizioni di vuoto hanno mostrato che l'assenza di aria influenza solo leggermente il comportamento, mentre il comportamento (velocità di precessione) dipende sistematicamente dal coefficiente di attrito radente della base. Nel limite per angoli piccoli (cioè immediatamente prima che il disco smetta di ruotare), il fattore dominante è la resistenza dell'aria (nello specifico la sua viscosità), l'attrito volvente è l'attrito dominante all'inizio del processo.

## Storia della ricerca

### Moffatt
All'inizio del XXI secolo, la ricerca è stata scatenata da un articolo dell'edizione 20 aprile 2000 di Nature, dove Keith Moffatt ha mostrato che la dissipazione viscosa nel sottile strato di aria tra il disco e il basamento, sarebbe sufficiente per tenere conto dell'orizzonte osservato del processo di sedimentazione. Ha anche dimostrato che il moto si è concluso in una singolarità di tempo-finito. La sua prima ipotesi teorica è stata contraddetta dalla successiva ricerca, che ha dimostrato che l'attrito rotante è in realtà il fattore dominante.
Moffatt dimostrò che, quando il tempo {\displaystyle t} si avvicina a un tempo specifico {\displaystyle t_{0}} (che è matematicamente una costante di integrazione), la dissipazione viscosa si avvicina all'infinito. Il punto di discontinuità che questo implica non è realizzabile in pratica, perché la grandezza dell'accelerazione verticale non può superare l'accelerazione dovuta alla forza di gravità (il disco perde contatto con la sua superficie di supporto). Moffatt dimostra che la teoria si rompe al tempo {\displaystyle \tau } minore del tempo di stabilizzazione finale {\displaystyle t_{0}}, dato da:
{\displaystyle \tau \simeq \left[\left({\frac {2a}{9g}}\right)^{3}{\frac {2\pi \mu a}{M}}\right]^{\frac {1}{5}}}
Dove {\displaystyle a} è il raggio del disco, {\displaystyle g} è l'accelerazione dovuta alla gravità della Terra, {\displaystyle \mu } la viscosità dinamica dell'aria, e {\displaystyle M} la massa del disco. Per il disco di Eulero disponibile in commercio, {\displaystyle \tau } è circa {\displaystyle 10^{-2}} secondi, la moneta e la superficie, {\displaystyle \alpha }, è circa 0,005 radianti e la velocità angolare di rotolamento, {\displaystyle \Omega }, è di circa 500 Hz.
Utilizzando la notazione sopra indicata, il tempo totale di rotazione/rotazione è:
{\displaystyle t_{0}={\frac {\alpha _{0}^{3}M}{2\pi \mu a}}}
dove {\displaystyle \alpha _{0}} è l'inclinazione iniziale del disco, misurata in radianti s. Moffatt ha anche mostrato che, se {\displaystyle t_{0}-t>\tau }, la singolarità in termini finali in {\displaystyle \Omega } è data da
{\displaystyle \Omega \sim (T_{0}-t)^{-{\frac {1}{6}}}}.

### Risultati sperimentali
Il lavoro teorico di Moffatt ha ispirato molti altri lavoratori sperimentali sul meccanismo dissipativo di un disco, con risultati che in parte contraddicono la sua spiegazione. Questi esperimenti utilizzavano oggetti e superfici di filatura di varie geometrie (dischi e anelli), con vari coefficienti di attrito, sia di aria che in vuoto, e strumenti di misura usati nella fotografia ad alta velocità per quantificare il fenomeno.
Nel numero del 30 novembre 2000 di Nature, i fisici Van den Engh, Nelson e Roach discussero di esperimenti, in cui i dischi sono stati usati nel vuoto Van den Engh usando un Rijksdaalder tallero olandese una moneta dei Paesi Bassi), le cui proprietà magnetiche gli hanno permesso di essere filato zigrinato ad una velocità precisa. Con l'esperimento fatto con questa moneta, hanno scoperto che lo scivolamento tra il disco e la superficie potrebbe rappresentare osservazioni e la presenza o l'assenza di aria hanno influenzato solo leggermente il comportamento del disco. Tale esperimento ha sottolineato che l'analisi teorica di Moffatt prevederebbe un tempo di rotazione molto lungo per un disco in presenza di vuoto, che non è stato osservato.
Moffatt ha risposto con una teoria generalizzata che dovrebbe consentire la determinazione sperimentale di quale meccanismo di dissipazione è dominante e sottolinea che il meccanismo dominante di dissipazione sarebbe sempre per via di una dissipazione viscosa nel limite del piccolo {\displaystyle \alpha } (cioè, poco prima dell'istante di quiete del disco).
Un lavoro successivo è stato svolto presso l'Università di Guelph di Petrie, da Hunt e Gray ha mostrato che l'esecuzione degli esperimenti nel vuoto (alla pressione di 0.1 pascal non ha influenzato in modo significativo il tasso di dissipazione dell'energia. Petrie ed altri hanno anche dimostrato che i tassi sono stati in gran parte inalterati, sostituendo il disco con un toroide e che la condizione antiscivolo è stata soddisfatta per angoli superiori ai 10°.
In diverse occasioni durante il 2007-2008 Writers Guild of America strike, il conduttore Conan O'Brien ha fatto ruotare il suo anello di nozze sulla sua scrivania, cercando di far ruotare l'anello per maggior tempo possibile. La ricerca per ottenere tempi di rotazione più lunghi lo hanno portato a invitare il professore del MIT Peter Fisher allo spettacolo per sperimentare il problema. La rotazione dell'anello nel vuoto non aveva alcun effetto evidente, mentre una superficie di supporto in Teflon ha dato un tempo di registrazione di 51 secondi, corroborando l'affermazione che l'attrito di rotolamento è il meccanismo primario per la dissipazione dell'energia cinetica.

Vari tipi di attrito di rotolamento come meccanismo primario per la dissipazione di energia sono stati studiati da Leine che ha confermato sperimentalmente che la resistenza all'attrito del movimento del punto di contatto sul bordo del disco è probabilmente il meccanismo di dissipazione primario in una scala temporale di secondi.

## Eredità
Il suono e il movimento del giocattolo sono stati catturati sia in radio che in film, ad esempio nei film "Snow Flake" (giocattolo lampeggiante) e "Pearl Harbor" (suono per i siluri e mostrato durante l'accademia).
Il funzionamento del disco di Eulero è stato descritto nella serie televisiva "The Big Bang Theory", il 16 febbraio 2017 (Euler's Disk vs. Raj).